# 宗像市立玄海小学校
宗像市立玄海小学校（むなかたしりつげんかいしょうがっこう）は、福岡県宗像市にある市立小学校。

## 沿革
- 1964年 - 田島・神湊小学校統合により玄海小学校開校。
- 1966年 - 宗像市牟田尻に開校。
- 1973年 - 10週年を記念し、プール完成。
- 2012年 - 小中一貫教育に向け、玄海中学校敷地内において玄海小学校新校舎の建設着工。
- 2013年 - 玄海中学校敷地内に玄海小学校の新校舎完成。小中一貫教育開始[2]。
  - 旧校舎を取り壊し、跡地に玄海地区コミュニティ・センターを開設[3]。